# Wolf Pehlke
Wolf Pehlke (* 6. August 1955 in Sinzheim bei Baden-Baden; † 4. November 2013 in Karlsbad) war ein deutscher Künstler und Autor.

## Leben
Pehlke studierte von 1978 bis 1984 Malerei an der Staatlichen Akademie der Bildenden Künste Karlsruhe. 1979 gehörte er zu den Gründern der Künstlergruppe Kriegfried unter anderen mit Harald Häuser, Heinz Pelz und Ralf Scherrer. Pehlke war Stipendiat der Konrad-Adenauer-Stiftung und des Else-Heiliger-Fonds. 1987 erhielt er das Stipendium der Kunststiftung Baden-Württemberg und 2001 das Cité-des-Arts-Stipendium, Paris. Wolf Pehlke war als erster Preisträger des Oberrheinischen Kunstpreises der Stadt Offenburg vorgesehen, verbunden mit einer Retrospektive seiner Werke in der Städtischen Galerie Offenburg im Jahre 2010. Aus künstlerischen Gründen lehnte Pehlke den Preis jedoch ab.
Von 1991 bis 2003 hatte er einen Lehrauftrag für Malerei und Zeichnung an der Europäischen Kunstakademie Trier, von 2000 bis 2003 einen Lehrauftrag für großformatige Malerei an der Landesakademie Schloss Rotenfels und von 2002 bis 2004 einen Lehrauftrag für Malerei und Zeichnung an der Fachhochschule für Gestaltung, Pforzheim. Seit 2004 hatte er einen Lehrauftrag für Holzschnitt an der Staatlichen Akademie der Bildenden Künste in Karlsruhe. 
Pehlke lebte und arbeitete in Karlsruhe.

## Ausstellungen (Auswahl)
- 2021 Mindbombs, Kunsthalle Mannheim
- 2015 Selbstjustiz durch Fehlankäufe, Neuerwerbungen der Sammlung Falckenberg, Deichtorhallen
- 2013 William S. Burroughs -Retrospektive, Sammlung Falckenberg, Deichtorhallen Hamburg
- 2012/13 artandpress ZKM, Karlsruhe
- 2012/13 Von Kopf bis Fuß Porträts und Menschenbilder in der Sammlung Würth, Kunsthalle Würth Schwäbisch Hall
- 2012 the name is BURROUGHS – expanded media, ZKM, Karlsruhe
- 2011 Circles and Ellipses, 59rivoli, Paris,
- 2010 Paris-Karlsruhe-Berlin, Musée Würth, Erstein, Frankreich
- 2008 Vertrautes Terrain, ZKM Karlsruhe
- 2007 "Le dialogue des peintres", Galerie Bagatelles, Aix-les-bains
- 1998 Bad Bad - That is a good excuse, Staatliche Kunsthalle Baden-Baden
- 1993 Aus den Zyklen, Museum für Kunst und Kulturgeschichte der Universität Marburg (E)
- 1985 Good morning Vietnam - we love you,  Badischer Kunstverein, Karlsruhe (E)

## Werke in öffentlichen Sammlungen (Auswahl)
- Staatliche Kunsthalle Karlsruhe
- Sammlung Falckenberg
- Museum Würth
- Staatsgalerie Stuttgart
- Städtische Galerie Karlsruhe
- Museum für Kunst und Kulturgeschichte, Marburg

## Schriften
- Wolf Pehlke (Autor), Ursula Friderich (Bearbeiterin): Sweet Paris. Engstler, Ostheim/Rhön 2005, ISBN 3-929375-65-6
- Wolf Pehlke: Das hundsgewöhnliche Leben mit zwei Nasenlöchern. Engelhardt und Bauer, Karlsruhe, 2006, ISBN 978-3-937295-74-9
- Margrit Brehm (Hrsg.), Wolf Pehlke (Text): The combinazione arrabbiatica. Axel Heil & Uwe Lindau, collaborations 1989–2007, Albert Beedi, Karlsruhe, 2007, ISBN 978-3-937295-68-8
- Titus Koch (Hrsg.). Wolf Pehlke (Texte), Rebecca Herdman (Texte): Harald Häuser- the birth of language, Titus Koch, Gottmadingen 2007, ISBN 978-3-937295-72-5
- Wolf Pehlke (Autor), Axel Heil (Hrsg.): Die Eroberung der Normalität. Fluid editions, Karlsruhe, 2007, ISBN 978-3-937295-75-6
- Wolf Pehlke (Autor): Bild tot, Von der Nothwendigkeit eines logischen Widerstandes, Fluid editions, Karlsruhe, 2009, ISBN 978-3-941850-03-3
- Wolf Pehlke (Autor), CURRY 99, Büchlein von der Nothwendigkeit des Bewahrens, 2012 Moloko Verlag, ISBN 978-3-943603-01-9
- Wolf Pehlke (Text), Toka - Drainagen für den Geist, Harald Häuser (Objekte), martha fine arts edition 2013, ISBN 978-3-732263-23-3
- Wolf Pehlke (Autor), One trip pony, Pferd ohne Rückfahrkarte, Moloko Verlag
- Wolf Pehlke (Autor), Fat Voodoo Texte zur Kunst mit Zeichnungen von Heinz Pelz, Moloko Verlag